# تیورتون، چشر
تیورتون (به انگلیسی: Tiverton) یک روستا و محله مدنی در بریتانیا است که در راشتون، چشر واقع شده‌است. تیورتون ۳۱۸ نفر جمعیت دارد.